# Museo Paleontológico El Hato
El Museo Paleontológico El Hato es una institución científica y educativa ubicada en la comunidad de El Hato de La Virgen, en el municipio de Nindirí, Masaya, Nicaragua. Está dedicado a la exhibición y estudio de restos fósiles hallados en la zona, considerados algunos de los más importantes del Cuaternario en Centroamérica.

## Historia
El museo fue fundado a raíz de hallazgos paleontológicos realizados en la zona de El Hato, donde se descubrieron restos óseos de animales prehistóricos de gran tamaño. Con el respaldo de especialistas del INETER y de la UNAN-Managua, se impulsó la creación del museo como un espacio para preservar, investigar y difundir estos descubrimientos

## Colección
Entre los principales fósiles expuestos se encuentran:
Huesos de mamuts
Restos de gliptodontes (parientes prehistóricos de los armadillos)
Fémures, colmillos, mandíbulas y vértebras de megafauna
Restos fósiles de fauna menor y flora extinta
La colección ha sido parcialmente restaurada y clasificada, y se expone con fines educativos para estudiantes, visitantes y la comunidad local.

## Actividades
El museo organiza:
Visitas guiadas y talleres con estudiantes
Exposiciones paleontológicas temporales
Charlas sobre historia natural y evolución
Coordinación con universidades y geólogos nacionales

## Importancia
El Museo Paleontológico El Hato es uno de los pocos de su tipo en Nicaragua y Centroamérica. Aporta al conocimiento científico de la prehistoria regional y contribuye a la conciencia sobre la conservación del patrimonio fósil del país.